# مجزرة عائلة البابا (20 أكتوبر 2023)
مجزرة عائلة البابا (20 أكتوبر 2023) هي مجزرةٌ ارتكبها سلاح الجوّ الإسرائيلي بحق أطفال عائلة البابا في حي الشيخ رضوان حينما أغارَ على منزل العائلة بسلسلة غارات خلال يوم الجمعة الموافق 20 أكتوبر 2023، واستهدفت هذه الغارات منزل سكني يعيش به أفراد عائلة البابا. هذه المجرزة واحدة من ضمن سلسلة مجازر ارتكبها الاحتلال الإسرائيلي خلال الحرب الفلسطينية الإسرائيلية بعد عملية طوفان الأقصى التي شنتها المقاومة، تسبّبت هذه المجزرة الإسرائيليّة والتي استهدفت منزل يضم عدد من المدنيينوالأطفال بارتقاء أكثر من 15 شهيداً من عائلة البابا ومن بينهم أطفال.

## خلفية الحدث
في ساعاتِ الصباح الأولى من يوم السابع من أكتوبر 2023 أطلقت حركة المقاومة الإسلامية حماس عبر ذراعها العسكري كتائب الشهيد عز الدين القسام عملية طوفان الأقصى وذلك ردًا على الاعتداءات الإسرائيلية وتدنيس الأقصى والاستمرار في الاستيطان، كما أكّد على ذلك محمد الضيف القائد العام للقسّام والذي أعطى إشارة انطلاق العمليّة التي شهدت اقتحامًا من المقاومين لمستوطنات غلاف غزة ونجحوا في قتلِ عدد كبيرٍ من الجنود الإسرائيلين، وأسر عشرات آخرين كما استطاعوا خلال ساعات قطع عشرات الكيلومترات ووصلوا لمستوطنات أبعد من تلك المحيطة والقريبة من قطاع غزة.
استمرَّت الاشتباكات بين الجيش الإسرائيلي وبين المقاومين في عديد من المستوطنات وعلى رأسها مستوطنة سديروت. الرد الإسرائيلي على هذه العمليّة جاء من خلال شنّ سلاح الجو الإسرائيلي عشرات الغارات العشوائيّة على القطاع متسبّبة في مقتل عشرات المدنيين وتدمير البنية التحتية لمدن القطاع، ليصل حد فرض إغلاق شامل وقطع متعمد لكل الخدمات من ماء وكهرباء وغاز، وهو ما هدَّد حياة أكثر من مليونَي فلسطيني يعيشُ داخل القطاع الذي يُعاني أصلًا من تبعات الحصار الخانق عليهم منذ ستة عشر عاماً.

## المجزرة
قبل شهر ونصف من إندلاع الحرب، رزق فادي خالد البابا بأربعة توائم بعد إنتظار 16 عاماً. وبتاريخ 20 أكتوبر 2023 شنت الطائرات غارة على منزل عائلة البابا الموجود في حي الشيخ رضوان، وسقط أكثر من 15 شهيد من العائلة ومن بينهم التوائم الأربعة.

## الضحايا
1. وفاء عبد الخالق السويركي (والدة التوائم الأربعة)
2. الطفل خالد فادي البابا
3. الطفل عبد الخالق فادي البابا
4. الطفل محمود فادي البابا
5. الطفلة مها فادي البابا
6. مها عبد الكريم بصل
7. خالد البابا
8. محمد خالد البابا
9. أزهار خالد البابا
10. آية خالد البابا
11. بيسان خالد البابا
12. نسمة اليازجي
13. الطفلة مها حسن البابا
14. الطفلة ميرال حسن البابا
15. الطفلة ماسة حسن البابا